# Cees Koeken

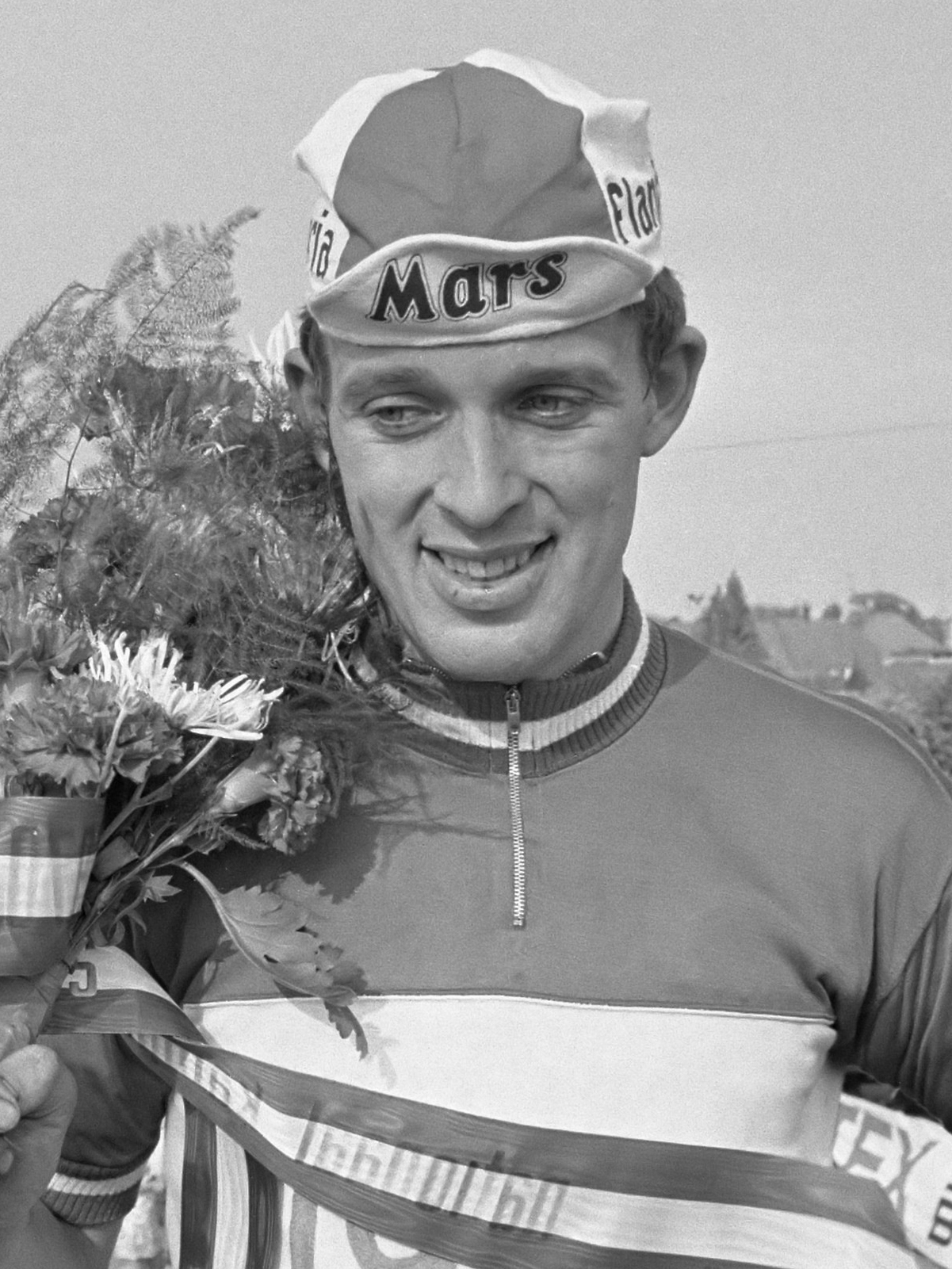
Cees Koeken (1970)

Cees Koeken (* Achtmaal, 29 de octubre de 1948). Fue un ciclista  holandés, profesional entre 1971 y 1973, cuyo mayor éxito deportivo lo logró en la Vuelta a España donde obtuvo 1 victoria de etapa en la edición de 1972.

## Palmarés
| 1972 - 1 etapa en la Vuelta a España |